# Divertimento (Strauss)

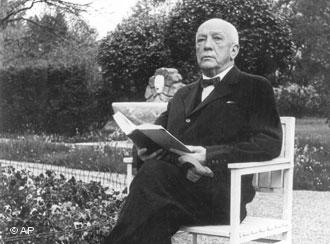
Richard Strauss à l'age de 74 ans

Le Divertimento pour petit orchestre opus 86 est une suite d'orchestre de Richard Strauss d'après les pièces de clavecin de Couperin. Moins réussie que la Suite de danses d'après Couperin, la partition inclut un ballet intitulé fêtes d'antan.

## Structure
1. La visionnaire, musette de Choisy
2. La fine Madelon
3. La douce Jeanneton
4. La Sézile
5. Musette de Taverny, le tic-toc-choc
6. La Latine, les fauvettes plaintives, la trophée
7. Languille
8. Les jeunes seigneurs
9. La linotte effarouchée, les tours de passe-passe, les ombres errantes, les brimborions
10. La Badine

- Durée d'exécution: quarante minutes

## Source
- François-René Tranchefort, Guide de la musique symphonique, éd.Fayard 1986 p.760